# Vidange (ruisseau)
 (décembre 2012).
La Vidange est un ruisseau français, affluent de l'Orge, qui coule dans le département de l'Essonne et la région Île-de-France.

## Géographie

### Cours
La Vidange prend sa source à Boissy-sous-Saint-Yon et rejoint l'Orge à Bruyères-le-Châtel.

### Affluents
La Vidange n'a pas d'affluent connu.

## Départements et communes traversées
Boissy-sous-Saint-Yon (source) ~ Égly ~ Bruyères-le-Châtel (embouchure)

## Pour approfondir